# Rheingau (wijnstreek)

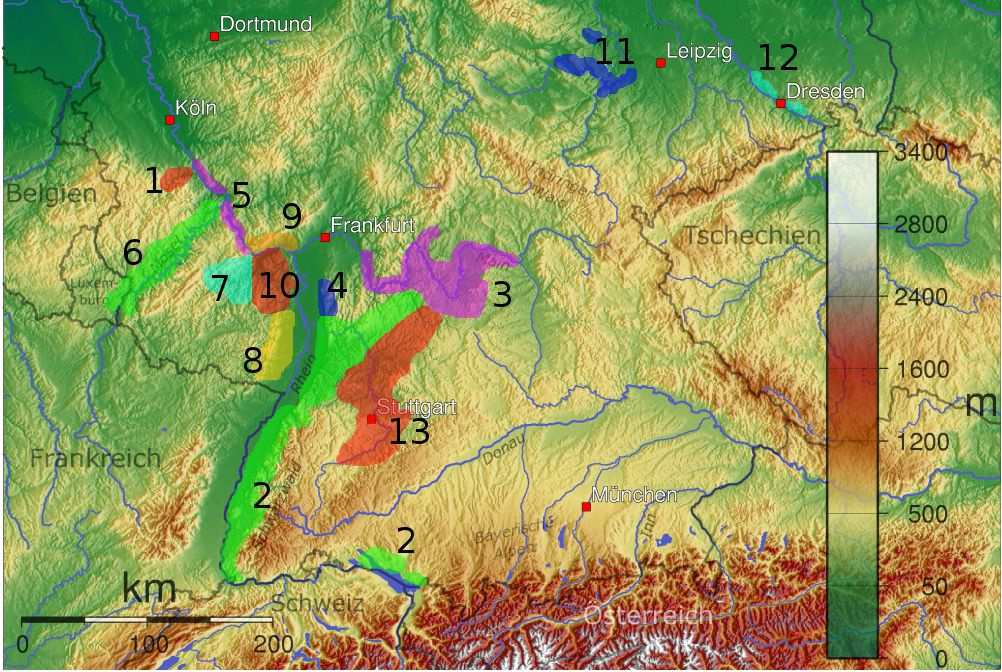
De wijnstreek Rheingau is nummer 9 op de kaart.

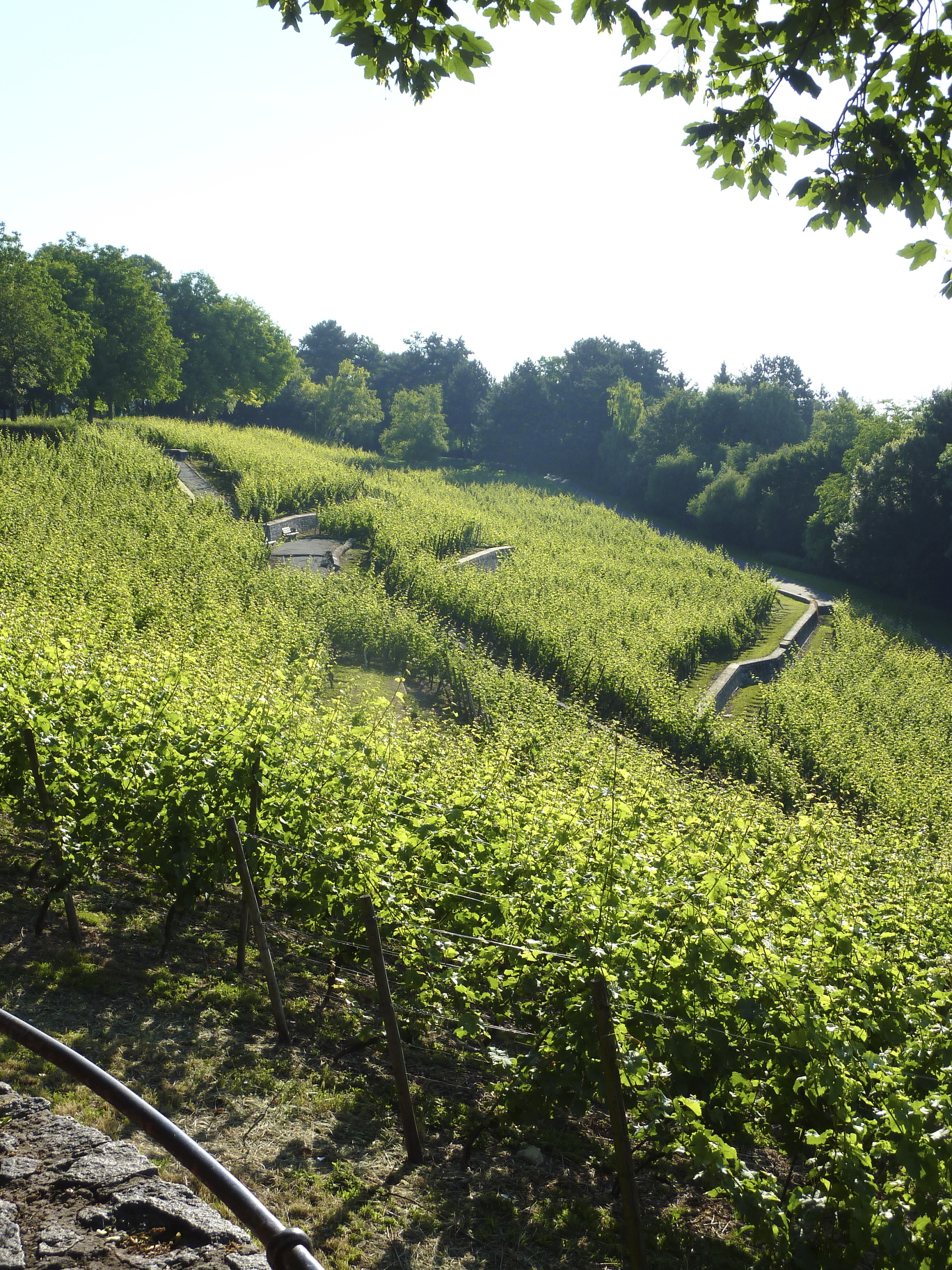
De "Lohrberger Hang"

De Rheingau is een van de 13 kwaliteitswijngebieden in Duitsland. Het strekt zich voornamelijk uit over de regio Rheingau langs de Rijn bij Wiesbaden – daar waar de Main in de Rijn uitmondt - de rivier en scherp naar het westen buigt (de Rheinknie). Vervolgens loopt de Rijn langs de zuidrand van het Taunusgebergte om na 35 kilometer een scherpe bocht naar rechts te maken tot Lorch waar de rivier haar weg in noordelijke richting vervolgt.
Bij elkaar is er ongeveer 3100 hectare met druivenstokken beplant. Het merendeel is Riesling, net als in de wijnstreken Moezel en Nahe.

## Geografie
Hoewel de Rijn in zijn geheel van het zuidoosten naar het noordwesten stroomt, botst zij bij Mainz tegen het Taunusgebergte aan. Hierdoor wordt de loop van de rivier verlegd en deze stroomt vervolgens over een lengte van 35 kilometer westwaarts. Juist deze wending – de hellingen op de rechteroever liggen dan immers pal op het zuiden – heeft sterk aan de wijnbouw in de Rheingau bijgedragen. Vlak na Rüdesheim stroomt de rivier weer noordwaarts.
De Rheingauer wijngaarden liggen in het Rijn-Maingebied, ten noorden van de rivieren Main en Rijn. Naar het westen strekken deze zich uit tot Lorchhausen. In oostelijke richting tot de "Lohrberger hellingen" nabij Frankfurt am Main en verder zo’n 100 kilometer noordnoordoostwaarts tot de "Böddiger Berg" in Felsberg. Het bestreken “wijngebied Rheingau” is daarmee groter dan de regio Rheingau.

## Klimaat
Het microklimaat in de Rheingau is zeer mild. Het gebied ligt in de regenschaduw van de bossen van het Rheingaugebergte en voor een deel het hogere Taunusgebergte. De bossen remmen de nachtelijke uitstroom van koude lucht ten gunste van de verderop en lager gelegen wijngaarden. Omdat de Rijn daar oost-west loopt, vangen deze op de noordelijke oever gelegen en op het zuiden gerichte wijngaarden volop zon. Ook de rivier zelf is van grote invloed op het reguleren van de temperaturen, met name de dag- en nachtverschillen.
In het 30-jaarsgemiddelde van 1971 tot 2000, zijn de gemeten waarden per jaar,
- Neerslag: 582 mm waarvan 361 mm in de groeiperiode van de druif
- Zonuren: 1603 uur waarvan 1272 uur tijdens de groeiperiode van de druif
- Temperatuur: 10,6 °C met 15,4 °C tijdens het groeiseizoen van de druivenstok

## Druivenrassen

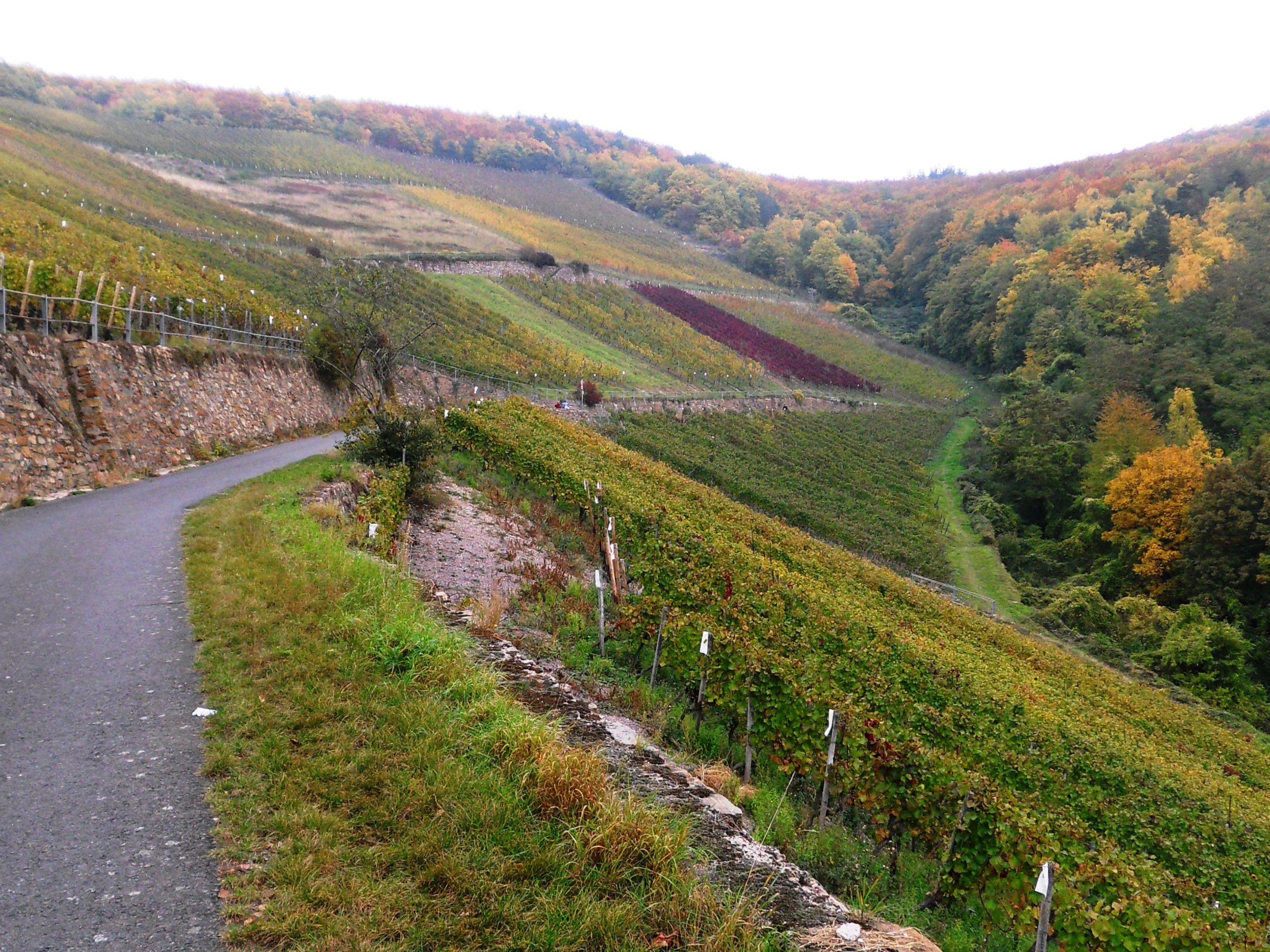
Wijngaarden nabij Assmannshausen

Veruit de meest voorkomende druivensoort is de Riesling. Ook wel de koningin van de druiven genoemd wordt. Deze witte druif beslaat ongeveer 80% van het areaal. Uitzondering hierop is het wijnstadje Assmannshausen. Daar wordt merendeel rode wijnen gemaakt van de Spätburgunder (Pinot Noir) en waarmee het met 75 hectare ook het grootst aaneengesloten wijnbouw-gebied van deze druif in Duitsland is.
Over het hele gebied genomen is de verdeling van druivensoorten ongeveer,
- Riesling: 79%
- Spätburgunder 12%
- Andere witte rassen 6%
- Andere rode rassen 3%

De opbrengst is - zeker gezien de gemiddeld hoge kwaliteit - vrij hoog, namelijk meer dan 90 hectoliter per hectare.
Markant aan Rheingauer-wijn is de opvallende zuurgraad en complexe ontwikkeling na lagering die vaak nodig is. Afhankelijk van de kwaliteitstrap qualitäts- of prädikaatsklasse – en het kwaliteitsniveau kan dat twee of meer jaren duren. Met name bij de Riesling-wijnen.
Wijn met de titel “Groẞes Gewächs” behoren tot het hoogste kwaliteitsniveau, vergelijkbaar met grand cru in Frankrijk.

## Kennis

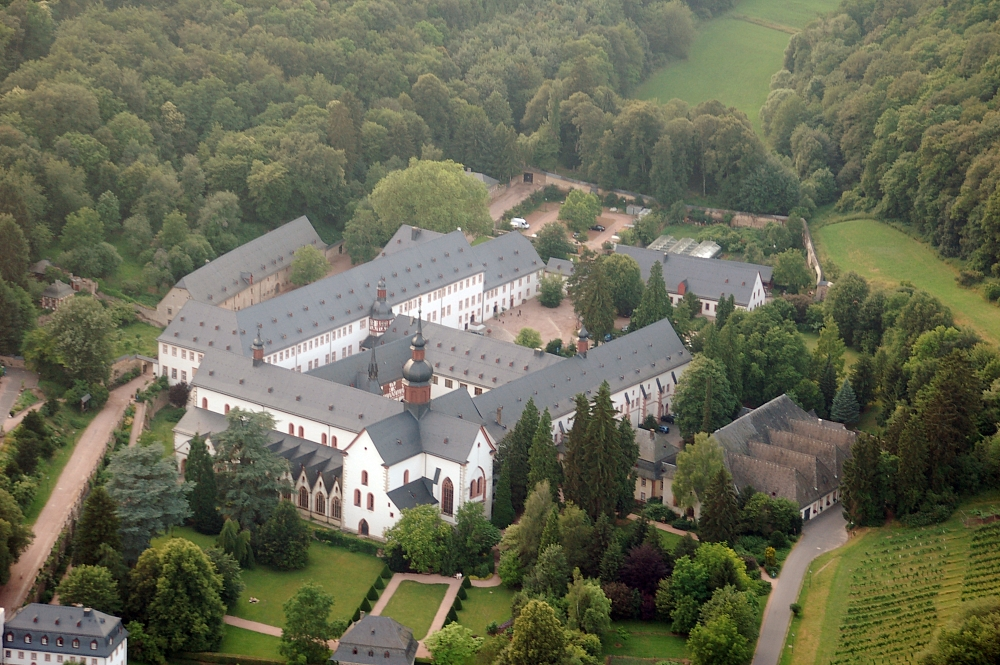
Kloster Eberbach.

In Geisenheim is een school voor wijnbouw gevestigd. Het stadje is tevens een van de bekendste internationale centra op het gebied van oenologie en ampelografie.
Klooster Eberbach nabij het dorpje Hattemheim is een belangrijk middelpunt in de Duitse wijnbouw. Al sinds omstreeks 1400 wordt er wijn van hoge kwaliteit gemaakt. De locatie herbergt eveneens een wijnacademie.

## Geschiedenis

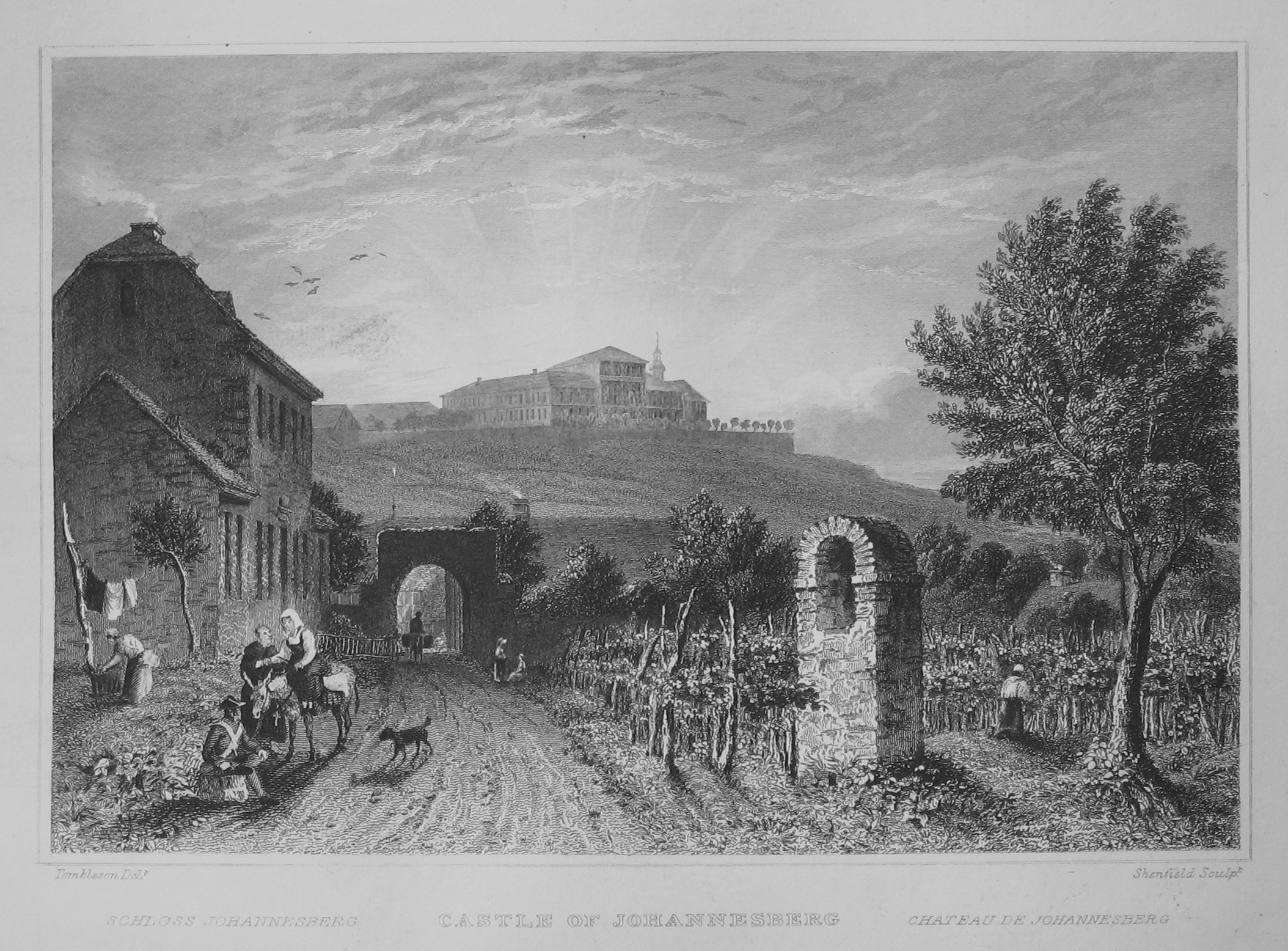
Gravure van Schloss Johannisberg (ca. 1840)

De geschiedenis van de wijnbouw langs de Rijn gaat terug tot de Romeinse tijd. "Wijnkeizer" Probus (232 - 282 BCE) stelde in het huidige Baden-Württemberg en de Palts wijnbouw voor.
Tijdens de Grote Volksverhuizing in de vroege middeleeuwen raakte de wijnbouw daar echter in de vergetelheid.
Karel de Grote gaf de wijnbouw opnieuw een impuls. Volgens de legende keek hij vanaf zijn Keizerpalts Ingelheim in Ingelheim op de Rijn neer en merkte op dat de sneeuw op de Johannisberg – de plek waar nu het Schloss Johannisberg staat – eerder smolt dan elders. Hij opperde om daar druivenstokken te planten. Door hem zijn de wijnbouwgebieden aldaar dan ook aanzienlijk uitgebreid.
De eerste wijnbouw op de Johannisberg stamt volgens de overleveringen uit het jaar 817, in Walluf zelfs al vanaf het jaar 779. Toen heette de berg nog bisschop Berg, waarschijnlijk te wijten aan de geleerde Hrabanus Maurus.
Vanwege een schenking van keizer Otto II – een zogenaamde Veronese schenking – aan aartsbisschop Willigis van Mainz, verwierf deze feodale rechten in de Rheingau. In 1100 ging hij naar de Benedictijner monniken van Sint-Albanus die er een klooster stichtten. De abdijkerk werd in 1130 aan Johannes de Doper gewijd, en dat leidde tot het hernoemen naar “Johannisberg”.
Rond die tijd bereikte de wijnbouw in Duitsland een climax. Het aantal wijngaarden was met ongeveer 300.000 ha ongeveer drie keer zo veel als in 2023. Over de uitvoering en ontwikkeling werden vooral kloosters betrokken. Naast de Benedictijner monniken van Klooster Johannisberg in de Rheingau, waren het vooral de cisterciënzers van het Klooster Eberbach die zich de daarop volgende eeuwen ontwikkelde tot het centrum van de wijnbouw. Hun wijnhandel was hoofdzakelijk stroomafwaarts gericht en floreerde dankzij enorme belastingvrijstellingen van de graven van Katzenelnbogen die het Klooster Eberbach tot hun “huisklooster” beschouwden.
Terwijl het in Frankfurt verboden was nieuwe wijngaarden aan te leggen, verrijkte men zich in Mainz met de inkomsten van de zogenaamde “franse” wijnen. (Bedoeld werden de winstgevende rode wijnen.) Op dat moment echter plantten de graven van Katzenelenbogen nabij Rüsselsheim een nieuwe druivensoort, de Riesling. Die periode – de late middeleeuwen – was een bloeiperiode van ontdekkingen in de wetenschap en kunst, maar ook van decadentie van kerkelijke en wereldlijke vorsten hoogtij vierden. Er was een enorme behoefte aan deze dranken. En dat terwijl de prijzen van alcoholrijke wijnen van rondom de Middellandse Zee de lokale wijnen met het vier- tot vijfvoudige overtroffen en bier steeds meer concurrerend werd.

## Late oogst en edele rotting

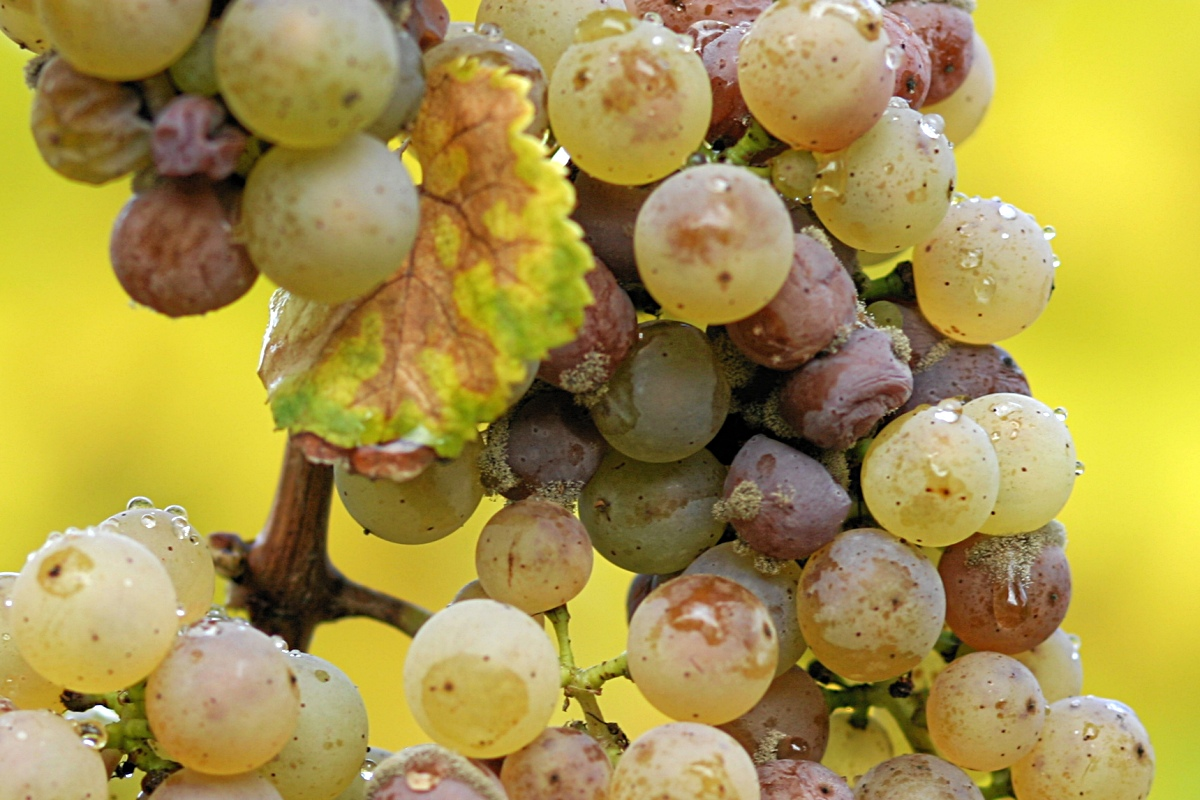
Door edele rot aangetaste Rieslingdruiven.

Tot in de 18e eeuw vond  de druivenoogst vroeg in het jaar plaats. Hetgeen door de plaatselijke overheid ook was voorgeschreven. In die tijd was men op deze noordelijke breedtegraad erg bevreesd voor druivenrot.
De uitzondering kwam van het kasteel van Johannisberg – Schloss Johannisberg – die tot de prins-bisschop van Fulda behoorde. Voordat de keldermeester van Johannisberg met de jaarlijkse oogst mocht beginnen, moest hij eerst toestemming van Fulda hebben.
In 1775 werd de boodschapper die de start van de oogst moest aankondigen een paar weken vertraagd. Over de reden waarom zijn verschillende versies.
De eerste was dat de prins-bisschop wegens zijn jacht onbereikbaar was 
De tweede omdat de boodschapper was opgehouden door rovers. 
Hoe dan ook, de monniken van het klooster Johannisberg konden alleen maar toezien hoe hun druiven begonnen te schimmelen en te krimpen. 
Na ontvangst van de toestemming werd er uiteindelijk toch geoogst. Tot verbazing van de keldermeester ontstond er een bruikbare wijn. Dit bleek baanbrekend, de Spätlese was hiermee ontdekt.
Uit dit feit bleek dat wijn – uit druiven die zijn aangetast door edele rotting – van bijzondere kwaliteit kan zijn. Deze edele rotting – die in Duitsland "edelfäule" wordt genoemd – was voortaan eveneens specifiek verantwoordelijk voor de minder voorkomende prädikaat-wijnen als Beerenauslese en vooral Trockenbeerenauslese.

## Bodem en wijngaarden
De Rheingau kent verschillende typen bodem. In de hoger gelegen wijngaarden is deze verweerd en in de buurt van het dal van de Rijn is er löss, leem en klei. Smaak en karakter van de wijn worden bepaald door het type de bodem dat wordt aangetroffen, zoals de permeabiliteit en kleur. Deze criteria hebben niet alleen invloed op de groei van de wijnstok, maar ook op de warmtetoevoer. Er zijn vier hoofdgroepen van grond in dit gebied,
- Vulkanische bodems. Geven volle, rijke, vurige wijnen
- Leisteen bodems, Geven pittige, kruidige, maar ook goede mousserende wijn
- Keuper- en kalksteen bodems. Geven stevige, robuuste wijnen
- Löss en klei bodems. Geven volle, aromatische wijnen

Daarbij ontvangen steiler en hoger gelegen wijngaarden meer zon. Vanwege de nevel, die gevormd wordt in de buurt van de rivier, is deze minder sterk. Echter, de hoog gelegen wijngaarden ontvangen meer koele wind. De beste wijngaarden worden gekenmerkt door een goede combinatie van bodem en zonneschijn.
De wijnstreek Rheingau is onderverdeeld in 12 grote Großlagen en 118 Eizellagen.